# Apicia
Apicia is een geslacht van vlinders van de familie spanners (Geometridae), uit de onderfamilie Ennominae.

## Soorten
- A. aberrans Dyar, 1918
- A. agathoaria Walker, 1860
- A. alphuisaria Walker, 1860
- A. allutiusaria Walker, 1860
- A. anadis Dyar, 1916
- A. arbuaria Walker, 1860
- A. arnetaria Guenée, 1858
- A. asanderaria Walker, 1860
- A. ascolia Druce, 1892
- A. asopia Druce, 1892
- A. asteria Druce, 1892
- A. atia Druce, 1892
- A. atilla Druce, 1892
- A. aurana Druce, 1892
- A. aurelia Druce, 1892
- A. bogotata Snellen, 1894
- A. bonita Dognin, 1876
- A. böttgeri Warren, 1904
- A. calcaria Schaus, 1901
- A. cayennaria Guenée
- A. cinerea Schaus, 1897
- A. citrina Warren, 1904
- A. cognata Warren, 1905
- A. colorifera Warren, 1907
- A. commota Dyar, 1916
- A. concomitaria Möschler, 1881
- A. crameraria Guenée, 1858
- A. demoleon Schaus, 1913
- A. deoia Schaus, 1913
- A. distycharia Guenée, 1858
- A. eldanaria Walker, 1860
- A. endoglauca Dyar, 1920
- A. entochyna Dyar, 1915
- A. entychon Dyar, 1913
- A. fasciata Warren, 1895
- A. flexilis Schaus, 1912
- A. fractilineata Warren, 1895
- A. fundaria Guenée, 1858
- A. fusilinea Warren, 1907
- A. geminimacula D. Jones, 1921
- A. geniculata Hulst, 1886
- A. graceiaria Kirkwood, 1951
- A. holmiaria Guenée, 1857
- A. humerata Warren, 1904
- A. hypenariata Snellen, 1874
- A. hypopyrata Snellen, 1874
- A. incopularia Guenée, 1858
- A. inficitaria Walker, 1860
- A. ischyrizoaria Dyar, 1912
- A. jaspidaria Guenée, 1858
- A. lacteata Warren, 1907
- A. laevipennis Dognin, 1908
- A. lepida Dognin, 1903

- A. leprosa Warren, 1907
- A. lintearia Guenée, 1858
- A. lutzi Wright, 1920
- A. mediosignata Prout, 1916
- A. megania Druce, 1892
- A. megasa Druce, 1892
- A. melenda Druce, 1892
- A. mera Druce, 1892
- A. mesada Druce, 1892
- A. mesenterica Dyar, 1916
- A. micca Druce, 1892
- A. minoa Druce, 1892
- A. minucia Druce, 1892
- A. molusaria Walker, 1860
- A. mynes Druce, 1892
- A. nemora Druce, 1892
- A. oberthüri Dognin, 1913
- A. obtusa Dognin, 1908
- A. olivata Dognin, 1907
- A. orsima Druce, 1893
- A. packardiaria McDunnough, 1940
- A. perspersata Bastelberger, 1908
- A. phibalaria Snellen, 1874
- A. porrigaria Dyar, 1916
- A. praeustaria Guenée, 1858
- A. prostypata Snellen, 1874
- A. quartaria Guenée, 1858
- A. remorta Dyar, 1915
- A. rhumata Walker, 1860
- A. spinetaria Guenée, 1857
- A. straminea Warren, 1904
- A. strigularia D. Jones, 1921
- A. subsinuosa Hampson
- A. terraria McDunnough, 1940
- A. tibiaria McDunnough, 1940
- A. trifilaria Herrich-Schäffer, 1850
- A. umbrilineata Warren, 1900
- A. valdiviana Butler, 1882
- A. venosaria McDunnough, 1940
- A. venusta Dognin, 1901
- A. volvanica Dyar, 1916
- A. yssone Dyar, 1916